# Glenn Gregory

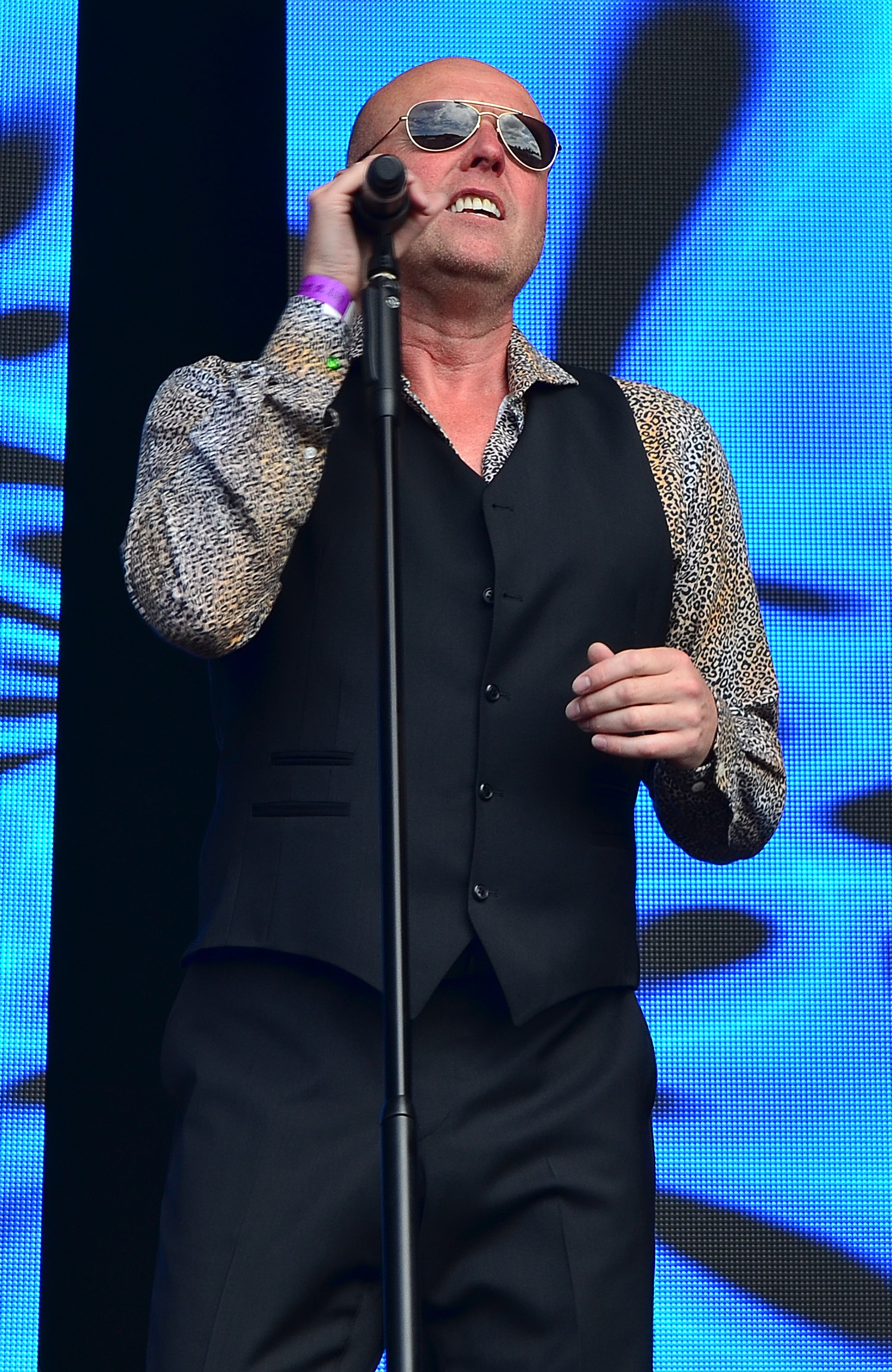
Glenn Gregory (2014)

Glenn Gregory (* 16. Mai 1958 in Sheffield, Yorkshire) ist ein britischer Musiker. Er wurde als Sänger der englischen Synthie-Pop-Formation Heaven 17 weltweit in der Musikszene bekannt.
In den frühen 1970er-Jahren war Glenn Gregory als Sänger und Bassist der Band Music of Honour unterwegs. Später war er Sänger der britischen Formation Vomit. Hauptberuflich arbeitete er in London als Einzelhandelskaufmann bei der Lebensmittelkette Co-Op.
Als Antwort auf ein unzureichendes kulturelles und musikalisches Angebot für die durch Arbeitslosigkeit und politischer Unzufriedenheit geprägten Jugendszene wurde 1980 in Sheffield der legendäre Music Club Leadmill gegründet.
Bevor Glenn seine musikalische Laufbahn mit der Band Heaven 17 begann, war er in Sheffield als Fotograf tätig. Einige Wochen nachdem er für die Musikzeitung Melody Maker Aufnahmen von The Human League im Leadmill gemacht hatte, wurde er von seinem Freund Martyn Ware gefragt, ob er im Zusammenhang mit der sich gerade auflösenden Band The Human League nicht Lust hätte, in einem Folgeprojekt Heaven 17 mitzumachen. Der Rest ist unter dem Artikel unter Heaven 17 zu verfolgen.
Bereits vor der Zeit von Human League spielte Glenn Gregory zusammen mit Martyn Ware in den Punkbands VDK und The Stud.
Nach seiner musikalischen Laufbahn bei Heaven 17 hat er mit bemerkenswert vielen Musikern zusammengearbeitet, darunter zum Beispiel British Electric Foundation, John Lydon, Midge Ure, Ultravox, Grace Jones, Propaganda, Tina Turner und Terence Trent D’Arby.
1996 produzierte und spielte zusammen mit Martin Fry von ABC die CD Skyscraping ein, nachdem dieser von seinem Musik-Mitstreiter Mark White verlassen wurde, wo auch Keith Lowndes mitgewirkt hat. Aus dieser Dreierkonstellation bildete sich das Projekt The Magic Skulls, die experimentellen Dance-Sound machten. Veröffentlicht haben sie jedoch nichts.
1997 rief Gregory mit Keith Lowndes die Dance-Ambient-Formation Honeyroot ins Leben, welche bislang zwei CDs veröffentlicht hat.